# Kriegerdenkmal Schwarz

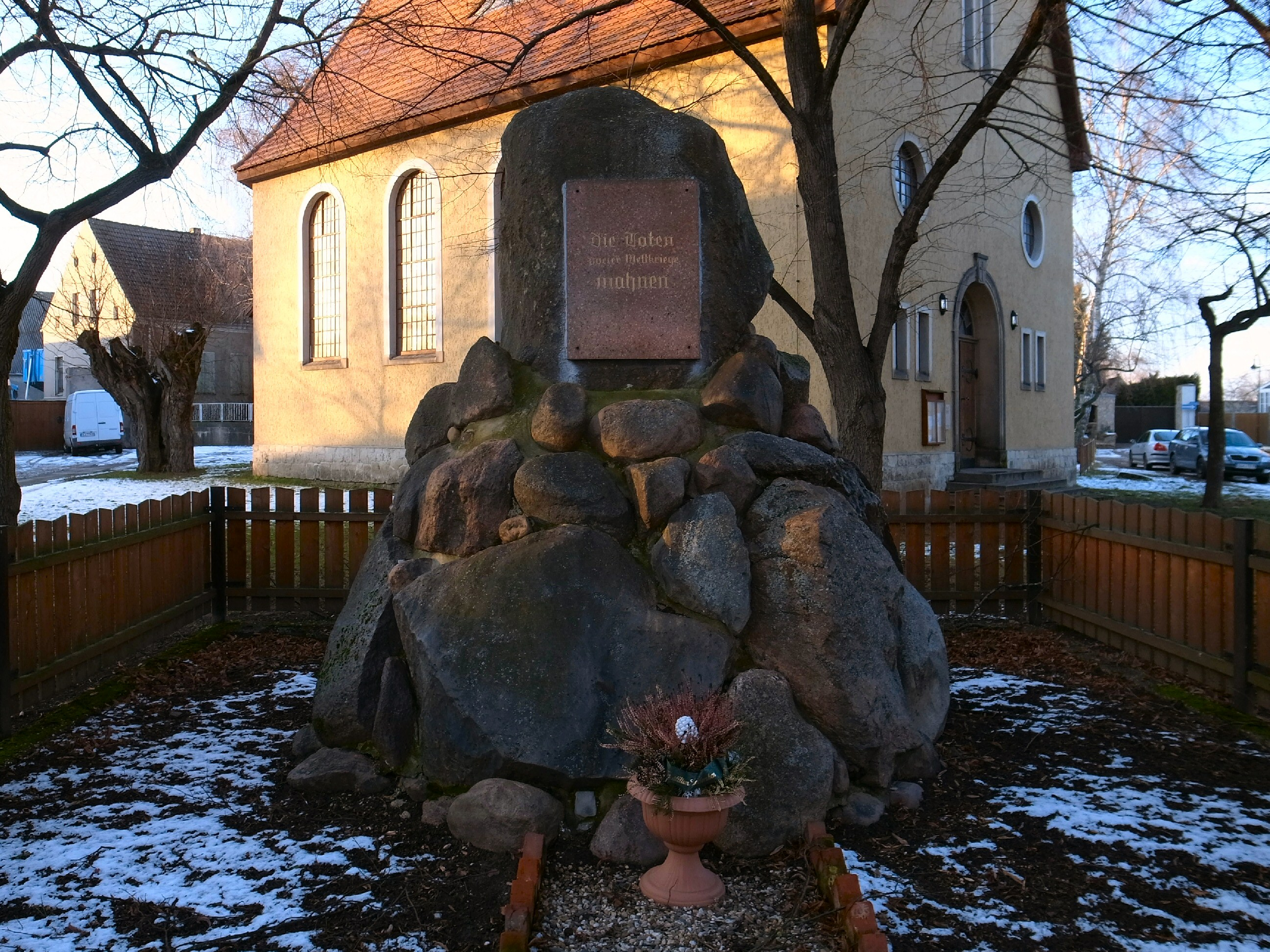
Kriegerdenkmal Schwarz (2015)

Das Kriegerdenkmal Schwarz ist ein denkmalgeschütztes Kriegerdenkmal in der Ortschaft Schwarz der Stadt Calbe in Sachsen-Anhalt.
Die Gedenkstätte für die Gefallenen des Ortes im Ersten und Zweiten Weltkrieg befindet sich südlich der Kirche des Ortes. Das Kriegerdenkmal ist eine Stele aus kleinen Findlingen; am obersten Findling ist eine Gedenktafel mit der Inschrift Die Toten zweier Weltkriege mahnen angebracht.
Im örtlichen Denkmalverzeichnis ist das Kriegerdenkmal unter der Erfassungsnummer 094 61247 als Kleindenkmal verzeichnet.

## Quelle
- Gefallenendenkmal Schwarz Online, abgerufen am 1. August 2017.